# 7月28日 (旧暦)
旧暦7月28日は旧暦7月の28日目である。六曜は仏滅である。

## できごと
- 承安5年（ユリウス暦1175年8月16日） - 承安より安元に改元
- 寿永2年（ユリウス暦1183年8月17日） - 後白河法皇が平家追討の院宣を下す
- 宝徳元年（ユリウス暦1449年8月16日） - 文安より宝徳に改元
- 天正元年（ユリウス暦1573年8月25日） - 戦乱などの災異のため元亀より天正に改元
- 慶長8年（グレゴリオ暦1603年9月3日） - 徳川家康の孫の千姫が、豊臣秀頼の大坂城へ輿入れ
- 元禄11年（グレゴリオ暦1698年9月2日） - 隅田川に永代橋が架かる

## 誕生日
- 延宝7年（グレゴリオ暦1679年9月3日） - 松平基知、第2代白河藩主（+ 1729年）
- 天明2年（グレゴリオ暦1782年9月5日） - 前田斉広、第12代加賀藩主（+ 1824年）
- 天保7年（グレゴリオ暦1836年9月8日） - 高崎正風、志士・作詞家（+ 1912年）
- 慶応元年（グレゴリオ暦1865年9月17日） - 狩野亨吉、教育者（+ 1942年）

## 忌日
- 建中靖国元年（ユリウス暦1101年8月24日） - 蘇軾、北宋の文学者・政治家（* 1036年）
- 保元元年（ユリウス暦1156年8月15日） - 平忠正、武将・平清盛の叔父（* 生年不詳）
- 永万元年（ユリウス暦1165年9月5日） - 二条天皇、78代天皇（* 1143年）
- 元亀元年（ユリウス暦1570年8月29日） - 三条の方、武田信玄の継室（* 1521年）
- 享保14年（グレゴリオ暦1729年8月22日） - 鳥居清信、浮世絵師（* 1664年）